# Unidos do Cabral
Grêmio Recreativo Escola de Samba Unidos do Cabral é uma escola de samba da cidade do Rio de Janeiro, fundada a 22 de fevereiro de 1953. Seu nome é uma referência à rua onde está sediada, a Rua Álvares Cabral, no bairro do Cachambi.

## História
A agremiação foi fundada como Associação Atlética Unidos do Cabral,  um time de futebol que disputou e ganhou diversos campeonatos, e possuía uma bateria, que acompanhava os jogos. A partir dessa bateria, a ideia de que o clube se tornasse um bloco de embalo com as cores oficiais preto e branco, no ano de 1961. 
Em 1962 mudou para as cores vermelho e branco e entrou para  Federação dos Blocos Carnavalescos, oficialmente desfilando na Praça Onze, levando o enredo "Bahia" em 1963, tendo como seu Presidente Helio Soares(Helinho). Seu primeiro campeonato foi em 1967 com o enredo  "Exaltação a Imprensa", sendo bicampeão com o enredo "Paulistas e Emboabas" já tendo como Presidente José Rodrigues de Barros (Pernambuco). No ano de 1969 conquistou o  "O Curumim de Ouro" da TV Tupi.[carece de fontes?]  Em 1971 assumiu como presidente Jorge Cyriello, em cuja gestão a agremiação teve sua quadra comprada, e foi feita a creche "Xodozinho do Cabral". No ano 1976 foi realizado um dos maiores desfiles, quando apresentou mais de 2000 desfilantes no enredo "Bahia Branca de Menininha".[carece de fontes?]
A Unidos do Cabral foi criada como bloco carnavalesco, sendo filiada à Federação dos Blocos. Conquistou seu primeiro título em 1967, transformando-se em escola de samba a partir de 1997.
Em 1998, foi aprovada na avaliação da AESCRJ, e passou a disputar o Grupo E do carnaval carioca em 1999.
Em 2009, a agremiação preparou um enredo falando sobre o combate à dengue: a comissão de frente desfilou com trajes irreverentes, onde os integrantes representavam pessoas de diferentes classe sociais combatendo o mosquito, de diversas formas, inclusive uma integrante segurava uma raquete elétrica. O samba sofreu muitas modificações na letra após a gravação do CD, sendo que a própria melodia ganhou contornos mais marcheados. Uma das duas agremiações da noite a falar de mosquitos em seu carnaval - a outra foi a Unidos de Cosmos, que desfilou pouco antes com um mosquito laranja no abre-alas - o Cabral acabou sendo uma das rebaixadas para o Grupo Rio de Janeiro 3, ao ficar em 13º lugar com 154,3 pontos.
Em 2010, trouxe uma homenagem aos blocos carnavalescos da cidade do Rio de Janeiro, em especial os blocos de embalo, como o Bola Preta, entre outros. As fantasias estavam muito ricas em algumas alas, e pobres em outras.
Na concentração, o presidente Carlos Moraes de Almeida informou que a escola passara por muitas dificuldades, mas que "aquela seria a hora de ver quem era Cabral de verdade". Ao desfilar sem carros alegóricos, a escola matematicamente foi rebaixada para o grupo RJ-4 em 2011.
Em 2012, desceu novamente dessa vez para o grupo principal dos blocos de enredo, apesar do samba de boa qualidade e das fantasias de fácil entendimento.
No ano de 2013, a agremiação contratou o carnavalesco Victor Angelo, conhecido do carnaval virtual e do carnaval de Uruguaiana, para desenvolver o enredo "Devo não nego, pago após o Carnaval". Apesar da proposta irreverente, a entidade, primeira a desfilar na Avenida Rio Branco, acabou rebaixada novamente, desta vez para o Grupo 2 dos Blocos.
Para 2014, após a queda para o segundo Grupo, aposta num enredo sobre o “selo da vitória”, do carnavalesco Leonardo Soares.
Com a criação do Grupo de avaliação, em 2015 o Cabral voltou a ser escola de samba. No ano seguinte, apresentou um enredo sobre o vento, onde o carnavalesco, Leonardo Soares, desfilou no abre-alas, vestido de borboleta, com diversos ventiladores a sua volta. Não fosse uma punição por propaganda, a escola teria sido vice-campeã.
Em 2019, abriu outro CNPJ. No Carnaval de 2020, homenageou o compositor e ex-presidente da Unidos do Jacarezinho, Barbeirinho do Jacarezinho.

## Segmentos

### Presidentes
| Nome                                     | Mandato   | Ref.  |
| ---------------------------------------- | --------- | ----- |
| Jorg dos Santos Cyriello                 | 1971-2008 |       |
| Carlos Moraes de Almeida "Carlos Magrão" | 2008-2011 | [ 6 ] |
| Glaucinei Moreira                        | 2011-2014 |       |
| Leonardo B. Cavalcante                   | 2014-2017 | [ 7 ] |
| Leonardo B. Cavalcante                   | 2017-2019 |       |
| Leonardo B. Cavalcante                   | 2019-2023 |       |

### Diretores
| Ano  | Direção de Carnaval              | Direção de Harmonia | Mestre de Bateria | Ref.  |
| ---- | -------------------------------- | ------------------- | ----------------- | ----- |
| 2010 | Jocimar do Couto                 | Fábio               | Marquinho Mancha  | [ 6 ] |
| 2013 | Henrique Lira                    | Henrique Lira       | Cleiton           |       |
| 2014 | Chicão                           | Grande da Caneta    | Diego Carbnell    |       |
| 2015 | Chicão                           | André               | Baleado           | [ 8 ] |
| 2016 | Chicão                           | Thiago Xuxa         | Bruno Rocha       |       |
| 2017 | Felipe Yaw                       | Thaigo Xuxa         | Bruno Rocha       |       |
| 2020 | Rodrigo Peçanha e Sandro Moreira | Leonardo Siqueira   | Rodrigo           |       |

### Intérpretes
| Período   | Intérprete oficial          | Referência |
| --------- | --------------------------- | ---------- |
| 2001–2003 | Thiônio                     | [ 9 ]      |
| 2004      | Ailton e Ribamar            | [ 9 ]      |
| 2005      | Ribamar                     | [ 9 ]      |
| 2006      | Thiônio                     | [ 9 ]      |
| 2007–2008 | Ribamar                     | [ 9 ]      |
| 2009      | Nêgo Martins                | [ 9 ]      |
| 2010      | Sandro Motta                | [ 9 ]      |
| 2011      | Rodrigo Vidal e Vinícius    | [ 9 ]      |
| 2012      | André Summer e Eduardo Dias | [ 9 ]      |
| 2013      | Nêgo Martins                |            |
| 2014-2015 | André Summer                |            |
| 2016      | Chicão                      | [ 9 ]      |
| 2017      | kunta                       |            |
| 2020      | Henrique Oriente            |            |

### Coreógrafos
| Ano  | Nome      | Ref. |
| ---- | --------- | ---- |
| 2016 | Ricardo   |      |
| 2017 | Ricardo   |      |
| 2020 | Sandersom |      |

### Mestre-sala e Porta-bandeira
| Ano  | Nome                    | Ref.  |
| ---- | ----------------------- | ----- |
| 2010 | Fabio Junior e Nathalia | [ 6 ] |
| 2011 | Ewerton e Cássia        |       |

### Corte de Bateria
| Ano  | Rainha   | Ref.  |
| ---- | -------- | ----- |
| 2010 | Joselane | [ 6 ] |

## Carnavais
| Ano | Colocação | Grupo | Enredo | Carnavalesco | Ref.         |
| --- | --- | --- | --- | --- | ------------ |
| 1998 | Aprovada | Desfile de Avaliação                                                                                                  | "A visita do samba a pérola do Oriente: Hong Kong" | Danielle Martins | [ 9 ]        |
| 1999 | 3.º Lugar | Grupo E | "Diana, a princesa que encantou o mundo" | Danielle Martins | [ 9 ]        |
| 2000 | 7.º Lugar | Grupo D | "A estrela Elke brilha na folia de momo" (Samba-enredo composto por Davi da Viola, Rubinei, Ronaldão Tropical, Jeronimo Batista Coqueiral e Babalu)                                                                                  | Danielle Martins | [ 9 ]        |
| 2001 | 5.º Lugar | Grupo D | "Zeca Pagodinho e seu moleque" | Daniela Ferraz e Reginaldo Rocha                                                                                      | [ 10 ]       |
| 2002 | 6.º Lugar | Grupo D | "Palácio Tiradentes, 75 Anos de História do Parlamento Brasileiro" | Arthur Alegria |              |
| 2003 | 3.º Lugar | Grupo D | "Unidos do Cabral e Salgueiro: Um centenário de samba e alegria" | Nilson Gomes | [ 11 ]       |
| 2004 | Vice-campeã | Grupo D | "Tributo a Neguinho da Beija-Flor - 25 anos de fé e raiz" | Luiz Ferreira | [ 9 ]        |
| 2005 | 5.º Lugar | Grupo C | "Amir Haddad, da Lapa ao Cabral… carnavalizando o teatro, teatralizando o carnaval" (Samba-enredo composto por Marcello Lopes, Ribamar, Rangel, Jorge Machado, Flávio Santos e Braga da Abolição)                                    | Luiz Ferreira | [ 9 ]        |
| 2006 | 4.º Lugar | Grupo C | "De berço humilde aos braços do povo, Benedita da Silva, a história de uma vida" (Samba-enredo composto por Ricardo Professor, J. PE., Magrão, Thiônio e Grande da Caneta)                                                           | Mazinho e Julio Nascimento                                                                                            | [ 12 ]       |
| 2007 | 7.º Lugar | Grupo C | "Tereza Santos, quizomba, consciência e liberdade" (Samba-enredo composto por Magrão, Ricardo, Betinho, J. PE, Pro Kana, J. Eduardo, Luiz Fernando e Davi)                                                                           | Lúcia Costa e Thiago Avhis                                                                                            | [ 13 ]       |
| 2008 | 8.º Lugar | Grupo C | "República de Angola, seu povo, seus costumes e suas tradições" | Guilherme Alexandre                                                                                                   | [ 14 ]       |
| 2009 | 13.º Lugar (Rebaixada)                                                                                                | Grupo RJ-2 | "É o fim da picada, uma questão nacional" (Samba-enredo composto por Reginaldo, Gugu das Cadongas, Aloisio Villar, Cadinho da Ilha, Ito Melodia, Bruno Revelação, Fábio Casteli e Walkir)                                            | Wilton Rodrigues | [ 15 ]       |
| 2010 | 15.º Lugar (Rebaixada)                                                                                                | Grupo RJ-3 | "Eu quero é botar meu bloco na rua..." (Samba-enredo composto por Matheus Barbosa, Betinho Santana, Janjão, J. Pê, Macalé e Ricardinho Professor)                                                                                    | Comissão de Carnaval (Wilton Rodrigues, Ernani e Laerte Couto)                                                        | [ 16 ]       |
| 2011 | 3.º Lugar | Grupo E | "Cabral - 58 anos de praia" (Samba-enredo composto por Dona Sandra, Flávio da Pet e Madalena) | Comissão de Carnaval (Hilton Rodrigues, Ernani e Laerte Couto)                                                        | [ 17 ]       |
| 2012 | 7.º Lugar (Rebaixada)                                                                                                 | Grupo E | "Não há luar como este do sertão" (Samba-enredo composto por Madalena, Dona Sandra, Flávio da Pet, Marquinhos Capricho e Robson Pereira)                                                                                             | Delfim Rodrigues | [ 18 ]       |
| 2013 | 9.º Lugar (Rebaixada)                                                                                                 | Grupo 1 (Blocos) | "Devo, não nego... Pago após o carnaval!" | Victor Angelo | [ 19 ]       |
| 2014 | 7.º Lugar | Grupo 2 (Blocos) | "Na terra de Cabral, o que vale é o Real!" | Leonardo Soares | [ 3 ] [ 20 ] |
| 2015 | 7.º Lugar | Série E sexta divisão                                                                                                 | "O grande vencedor se ergue além da dor..." | Leonardo Soares |              |
| 2016 | 7.º Lugar | Série E sexta divisão                                                                                                 | "Vento que venta cá, venta lá" | Leonardo Soares | [ 21 ]       |
| 2017 | 13.º Lugar (Rebaixada)                                                                                                | Série E sexta divisão                                                                                                 | "Somos todos Aparecida... Simbologia, devoção e fé" (Samba-enredo composto por Madalena, Araguaci, Felipe Nazário, André Poulian e Elaine)                                                                                           | Leonardo Soares |              |
| Não desfilou em 2018 e 2019                                                                                           | | | | |              |
| 2020 | 15º Lugar | Grupo de Avaliação quinta divisão                                                                                     | O Caviar do Samba no Quintal do Pagodinho... O Cabral Homenageia Barbeirinho do Jacarezinho | Leonardo Soares | [ 5 ]        |
| Inicialmente adiados para o mês de julho, os desfiles do Carnaval 2021 foram cancelados devido a pandemia de Covid-19 | Inicialmente adiados para o mês de julho, os desfiles do Carnaval 2021 foram cancelados devido a pandemia de Covid-19 | Inicialmente adiados para o mês de julho, os desfiles do Carnaval 2021 foram cancelados devido a pandemia de Covid-19 | Inicialmente adiados para o mês de julho, os desfiles do Carnaval 2021 foram cancelados devido a pandemia de Covid-19 | Inicialmente adiados para o mês de julho, os desfiles do Carnaval 2021 foram cancelados devido a pandemia de Covid-19 | [ 22 ]       |
| 2022 | 8º Lugar | Grupo de Avaliação (quinta divisão)                                                                                   | Movimento | Leonardo Soares | [ 23 ]       |
| 2023 | 10º Lugar (Rebaixada)                                                                                                 | Série Bronze (quarta divisão)                                                                                         | Doçura, Firmeza e Bravura... 70 anos de um Cabral cheio de histórias pra contar! (Samba-enredo composto por Ricardinho Professor, Odmar do Banjo, Haru Oliveira, João Pedro Gomes, Rodrigo Peçanha, Henrique Oriente e Denis Moraes) | Leonardo Soares | [ 24 ]       |
| 2024 | 11º Lugar | Grupo de Avaliação (quinta divisão)                                                                                   | Amir Haddad, da Lapa ao Cabral… Carnavalizando o teatro, teatralizando o carnaval (Reedição de 2005) | Leonardo Soares | [ 25 ]       |

## Premiações
- Commons

Prêmios recebidos pelo GRES Unidos do Cabral.
| Ano  | Prêmio              | Categoria / premiados                 | Divisão | Ref.   |
| ---- | ------------------- | ------------------------------------- | ------- | ------ |
| 2004 | Troféu Jorge Lafond | Vice-campeã do Grupo D                | Grupo D | [ 26 ] |
| 2005 | Troféu Jorge Lafond | Ala de passistas                      | Grupo C | [ 27 ] |
| 2005 | Troféu Jorge Lafond | Destaque                              | Grupo C | [ 27 ] |
| 2006 | Troféu Jorge Lafond | Destaque                              | Grupo C | [ 28 ] |
| 2007 | Troféu Jorge Lafond | Personalidade (Jorge Santos Cyriello) | Grupo C | [ 29 ] |
| 2008 | Troféu Jorge Lafond | Intérprete (Ribamar)                  | Grupo C | [ 30 ] |
| 2008 | Troféu Jorge Lafond | Rainha de bateria                     | Grupo C | [ 30 ] |